# Capra boera
La capra boera è una razza di capra selezionata a partire dagli inizi del Novecento dagli allevatori boeri in Sudafrica. Nasce probabilmente da incroci fra le razze di capra indigene (allevate dai San e Nama), quelle europee portate dai coloni e forse anche ceppi di origine indiana. Hanno caratteristiche che le rendono più adatte alla produzione di carne che a quella di latte, sono molto resistenti e adattate alla vita in climi semi-desertici come quelli dell'entroterra sudafricano e della Namibia. Oltre che in Sudafrica, la capra boera è oggi allevata, fra l'altro, negli Stati Uniti (soprattutto in Texas) e in Nuova Zelanda.